# Toto Coelo
Toto Coelo (lat. "Soweit der Himmel reicht", in den Vereinigten Staaten Total Coelo) war eine britische New-Wave-Musikgruppe, die 1982 mit dem Lied I Eat Cannibals bekannt wurde.

## Werdegang
Die von Barry Blue produzierte Vokalgruppe bestand aus Anita Mahadervan, Ros Holness, Lindsey Danvers, Lacey Bond und Sheen Doran. In den Vereinigten Staaten nannte sich die für wilde und bunte Kostüme bekannte Gruppe Total Coelo, um Auseinandersetzungen mit Toto zu vermeiden. Ihre 1982er Single I Eat Cannibals (Part 1) konnte im Vereinigten Königreich bis auf Platz 8 der Charts vorstoßen. Weitere Singles wie Dracula’s Tango/Mucho Macho oder Milk from the Coconut konnten nicht mehr an diesen Erfolg anknüpfen. Eine Zusammenstellung verschiedener Singles und weiteren Materials erschien 1983 unter dem Namen Man o’ War sowie Mitte der 90er mit I Eat Cannibals and Other Delicious Hits (UK) sowie I Eat Cannibals & Other Tasty Trax (USA).